# Höga stenar
Höga stenar i Ravlunda socken, Simrishamns kommun i Skåne är ett gravfält av äldre järnålderns typ med ett dussintal resta stenar, en stensättning och en domarring. Gravfältet är beläget på Österlen. Fornlämningen har varit känd åtminstone sedan 1930-talet, då den fördes in i Riksantikvarieämbetets fornminnesregister.
År 2007 gick amatörforskaren Bob G Lind ut i medierna med en omtolkning av fornlämningen, som han ansåg vara nyfunnen och kallade "Heimdalls stenar". Hans tolkning byggde på arkeoastronomiska orienteringar av samma slag som han hävdat för Ales stenar. Lind argumenterade för att anläggningen skulle vara 180 meter lång (större än den registrerade fornlämningen). Vidare visade han genom utgrävningar att markytan i närheten höjt sig 80 cm genom ansamling av främst flygsand, som enligt hans mening skulle ha dolt ett stort antal resta stenar vilka skulle passa med hans tolkning. Geologen Nils-Axel Mörner medverkade i fältarbetet, bekräftade flygsandslagrets existens med geofysiska medel och gav Linds tolkning sitt offentliga stöd. Arkeologerna Alun Salt och Martin Rundkvist riktade stark kritik mot fältarbetet och tolkningarna. "Enligt vår mening är behandlingen i deras artikel av gravfältets funktion, ålder och arkeoastronomiska betydelse allt annat än övertygande. Den tyder på en nästan fullständig avsaknad av kontakt med den akademiska arkeologin och arkeoastronomin."